# Jerzy Wolf (polityk)
Jerzy Wolf – polski polityk, prezydent Zawiercia w latach 1929–1930.

## Biografia
Pochodził z Sosnowca. Był dyrektorem kopalni węgla brunatnego „Helena” w Zawierciu. W 1929 roku objął urząd prezydenta Zawiercia. Za jego kadencji 18 kwietnia 1930 roku doszło do tzw. „krwawego piątku”. Wolf, który nie spełnił wówczas żądań demonstrantów (m.in. nie pojawił się na balkonie, aby z nimi porozmawiać), po starciach podał się do dymisji.